# Harald Thorkildsson
Harald Thorkildsson (danés: Thorkildsen, m. 1042), fue un caudillo vikingo y jarl de Dinamarca bajo el reinado de Canuto el Grande en el siglo XI. Acompañó al hijo adolescente de Canuto, Sveinn Knútsson, que ocupó el trono noruego a la muerte de Olaf II el Santo y actuó como corregente de Noruega junto con la madre de Sveinn, Ælfgifu de Northampton. Participó como comandante de la flota danesa en la batalla de Soknasund contra el pretendiente a la corona noruega Tryggve a quien derrotó. 
Casó en 1031 con Gunhild Burislawsdatter (986 - 1066), hija del rey Burislav de los wendos y Tyra Haraldsdatter. De esa unión tendrían dos hijos, Thorkild y Hemming, ambos príncipes de Holstein. Harald era hijo de Thorkell el Alto, y por ese matrimonio fue pretendiente a la corona danesa. Murió luchando en el campo de batalla contra Ordulf, hijo del duque Bernardo de Sajonia, el 13 de noviembre de 1042. 